# Villazón
Villazón é uma cidade do sul da Bolívia capital da província de Modesto Omiste, departamento de Potosí. Está localizada a 347 km de Potosí.
Villazón é uma cidade fronteiriça localizada próxima a cidade argentina de La Quiaca.
Possui um clima frio, com temperaturas que variam entre os 5º e os 12°C.
Foi fundada em 20 de maio de 1910, durante o governo de Eliodoro Villazón, do qual herdou seu nome.